# Сражение при Пироте (1913)
Сражение при Пироте (серб. Битка за Пирот) — бои между болгарской и сербской армиями в окрестностях Пирота у сербско-болгарской границы между 5 и 11 июля 1913 года во время Второй Балканской войны. Болгарской наступление было остановлено в связи с заключением перемирия.

## Силы и планы сторон
Согласно плану болгарского генерального штаба от 18 мая (так называемый план Савова-Нерезова), на начальном этапе боевых действий с бывшими союзниками предполагалось, что самые сильные армии — 2-я на южной границе и 4-я на юго-западной — нанесут главный удар по греческим и сербским войскам, в то время как 1-я и 3-я армии вторгнуться в восточную Сербию, а затем продвинуться на юг во фланг сербским войскам на среднем Вардаре.
1-я болгарская армия генерала Васила Кутинчева была сосредоточена на северо-западе Болгарии, напротив сербского Княжеваца. 3-й болгарская армия (43 тыс.) генерала Рачо Петрова прикрывала Софию. Последняя должна была наступать с юга по долине реки Нишава в сторону Пирота и своим правым флангом сковать основные силы сербской обороны и облегчить манёвр левофланговой группе, наступающей из района Смиловцы — Трын в направлении Вране — Вардар.
Напротив 3-й болгарской армии находилась Вторая сербская армия генерала Степы Степановича. В районе недавно созданного Пиротского укрепрайона сербы сосредоточили две пехотные дивизии (Тимокскую (I) и Шумадийскую (II)), а также несколько полков 3-го призыва (ополченцев) и сильную крепостную артиллерию. Вдоль границы с Болгарией передовые отряды прикрывали направления, удобные для продвижения в глубь Сербии. Помня о важности долины Нишавы, Степанович сосредоточил все свое внимание на защите Пирота и не придал значения фланговым позициям, чем воспользовались болгары.

## Ход сражения
Боевые действия на фронте Второй сербской армии начались утром 5 июля с атаки 9-й Плевенской дивизии 1-й болгарской армии в направлении р. Чупрене — перевал Св. Никола — Кална, то есть с обходом пиротского укрепрайона с севера. На следующий день, 6 июля, в наступление на Пирот пошла правая группировка 3-й болгарской армии.
6 июля болгарская 9-я дивизия, выбив с перевала Св. Николы сербский батальон, прорвалась на рубеже между деревнями Габровница и Балта Бериловац. Утром 7 июля другой сербский полк, атакованный значительно превосходящими силами с фронта и флангов, был вынужден покинуть гору Дренову главу и отступить на позиции у деревни Кална. Во второй половине того же дня болгары предприняли концентрическую атаку из Габровницы, Балта Бериловаца и Дреновой главы на позиции у Калны — Яловика. Неоднократные атаки и контратаки нередко заканчивались штыковым схватками. Вечером сербские войска оставили позиции у Калны и отошли на рубеж Бабина глава — Граниково. Об ожесточенности боёв у Калны свидетельствуют большие потери с обеих сторон: у сербов — 460 солдат и офицеров, болгары потеряли 211 человек только убитыми. Сербское верховное командование подкрепило расстроенные силы одним пехотным полком и сформировало Калнский отряд, перед которым была поставлена задача любой ценой предотвратить дальнейшее проникновение болгар с севера в сторону Пирота.
Утром 6 июля, около 7:00, болгары (2-я бригада 1-й пехотной дивизии, 2-я бригада 5-й пехотной дивизии, Кавалерийская дивизия и 46-й полк) предприняли наступление на правое крыло Второй сербской армии от Трына в направлении Дащаны-Кладенац — Своде — Власотинце — Южно-Моравская долина. Болгарские войска атаковали сербские позиции на Црни Врх и Самар и после боя вынудили три батальона ополченцев отойти к возвышенностям Тумба и Таламбас. В ответ на просьбу о подкреплении генерал Степанович приказал держаться до последнего. Болгарская атака, начавшаяся 7 июля на центр сербской обороны и на хребет Тумба, была остановлена примерно в пятидесяти метрах от окопов ближним ружейным огнем и эффективным применением сербами ручных гранат. Потеряв около 600 человек, вечером болгары прекратили атаки.
В тот же день, когда предпринимались энергичные удары по обоим флангам Второй сербской армии в районе Калны и Тумбы, центральная группировка 3-й болгарской армии после сильной артиллерийской подготовки начала наступление тремя полками в первом и двумя во втором эшелоне на пиротский укрепленный лагерь на фронте шириной около 30 км.
1-я бригада 1-й Софийской дивизии, наступавшая через долину Нишавы, ночью в штыковой атаке заняла деревню Планиница, а на рассвете расширила наступление с обоих берегов реки. Около полудня фланговым огнем артиллерии она вынудила сербский кавалерийский полк уйти от Суковского моста и отойти в район железнодорожной станции Суково. Одновременно был атакован левый отряд западного сектора пиротского укрепрайона у Бубляка и Грдомана, который под сильным артиллерийским огнем с трех сторон вынужден был отступить к главному рубежу обороны у села Войнеговцы. Болгары заняли выгодные позиции на возвышенности с видом на поля вокруг крепости, откуда их артиллерия могла с большой эффективностью поддерживать любые дальнейшие атаки.
Одновременно левофланговое прикрытие центральной группы (один батальон и эскадрон) пересекло границу и нанесло поражение слабым сербским частям в районе Пресеки.
Генерал Степанович, обеспокоенный критическим положением на левом армейском крыле у Калны и опасаясь, что атака на укрепленный лагерь Пирот может стать лишь прелюдией к более крупной операции, запросил подкрепление из двух пехотных полков и разрешение на эвакуацию Пирота в направлении Црвена Река. Под влиянием этого и других донесений командующего Второй армии сербское верховное командование приказало командующему Третьей армией срочно перебросить Дринскую (I) и Шумадийскую (I) дивизии на север, в Ниш. Но оказалось, что такое развертывание сил было излишним, так как это произошло в тот же день, когда 4-я болгарская армия, проиграв сражение у Брегалницы, полностью отступала, а Румыния стала угрожать объявлением войны Болгарии.
Вечером 8 июля болгарские войска, действовавшие на пиротском направлении, прекратили свои атаки и перешли к обороне, чем воспользовались сербы, которые попытались восстановить свои позиции и в ночь с 10 и 11 июля силами трех батальонов атаковали болгар, но были отбиты, потеряв убитыми 300 человек.

## Результаты
Угроза тылу 1-й армии, созданная румынским вторжением в северную Болгарию, вынудила болгарское высшее командование 11 июля отдать приказ об отступлении из захваченного Княжеваца и начать отход к границе. Это решение сделало невозможным запланированный захват Пирота и оставило 3-ю армию защищать занятые позиции. Позже центральная и левая (трынская) группа 3-й армии также получили приказ вернуться к границе.

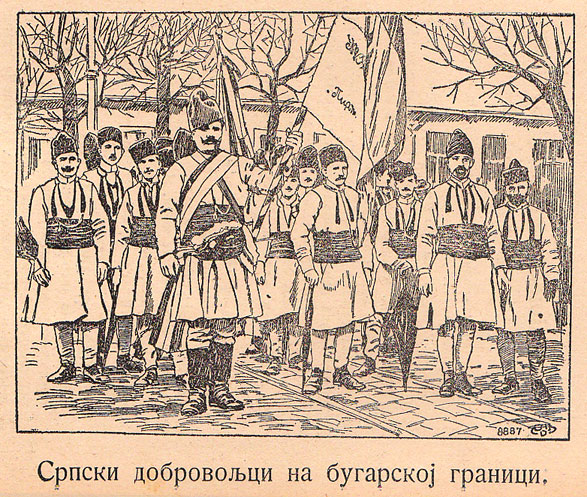
Сербские ополченцы